# Square Jehan-Rictus
Square Jehan-Rictus je square v Paříži v 18. obvodu na náměstí Place des Abbesses.

## Historie
Square bylo založeno v roce 1936 a nese jméno francouzského básníka Gabriela Randona de Saint-Amand (1867–1933) nazývaného Jehan Rictus. Park byl modernizován v roce 1994. Rozkládá se na ploše 2083 m2 na místě budovy, kde od roku 1837 sídlila radnice bývalé obce Montmartre a po jejím připojení v roce 1860 k Paříži radnice 18. obvodu. V roce 1892 byla radnice přesunuta na své současné místo na náměstí Place Jules-Joffrin.

## Vybavení
V parku jsou vysázeny třešně, palmy, ovocné stromy a shluky keřů (tavolníky, vavříny aj.), platany, živé ploty z habru, botanická sbírka růží a zahrada léčivých rostlin obklopená pergolou s fontánou uprostřed.
V roce 2000 zde bylo instalováno umělecké dílo Zeď Miluji tě, pomník věnovaný lásce.